# Erick Wainaina
Erick Wainaina (Nyahururu, 19 dicembre 1973) è un maratoneta keniota.

## Palmarès
- Giochi olimpici

Atlanta 1996: bronzo nella maratona maschile.
Sydney 2000: argento nella maratona maschile.

## Altre competizioni internazionali
1994
- Oro alla Sapporo Marathon ( Sapporo) - 2h15'03"

1995
- Oro alla Maratona di Tokyo ( Tokyo) - 2h10'31"

1996
- Argento alla Otsu Marathon ( Ōtsu) - 2h10'37"

1997
- Oro alla Sapporo Marathon ( Sapporo) - 2h13'45"
- 15º alla Maratona di Tokyo ( Tokyo) - 2h16'42"
- 11º alla Tokyo Half Marathon ( Tokyo) - 1h02'27"

1998
- Oro alla Sapporo Half Marathon ( Sapporo) - 1h02'56"

2000
- Oro alla Maratona di Nagano ( Nagano) - 2h10'17"
- Bronzo alla Sapporo Half Marathon ( Sapporo) - 1h02'36"

2001
- 15º alla Maratona di Londra ( Londra) - 2h15'43"
- 10º alla Maratona di Tokyo ( Tokyo) - 2h13'38"
- Argento alla Hakodate Half Marathon ( Hakodate) - 1h03'13"
- 7º alla Osaka Half Marathon ( Osaka) - 1h06'03"

2002
- Oro alla Maratona di Tokyo ( Tokyo) - 2h08'43"
- Bronzo alla Maratona di Fukuoka ( Fukuoka) - 2h10'08"

2003
- Oro alla Maratona di Nagano ( Nagano)
- Oro alla Maratona di Hokkaido ( Hokkaido)
- 10º alla Sapporo Half Marathon ( Sapporo) - 1h03'33"

2004
- 8º alla Maratona di Tokyo ( Tokyo) - 2h11'03"
- 35º alla Sapporo Half Marathon ( Sapporo) - 1h04'09"

2005
- 10º alla Maratona di Tokyo ( Tokyo) - 2h17'59"
- 7º alla Maratona di Fukuoka ( Fukuoka) - 2h15'18"
- 10º alla Sapporo Half Marathon ( Sapporo) - 1h03'00"

2006
- Bronzo alla Honolulu Marathon ( Honolulu) - 2h16'08"
- 13º alla Sapporo Marathon ( Sapporo) - 2h24'57"

2008
- 13º alla Maratona di Nagano ( Nagano) - 2h18'18"
- 118º alla Sapporo Half Marathon ( Sapporo) - 1h07'45"

2009
- 21º alla Maratona di Tokyo ( Tokyo) - 2h18'19"

2010
- 10º alla Maratona di Nagano ( Nagano) - 2h19'14"

2011
- 55º alla Maratona di Tokyo ( Tokyo) - 2h28'59"

2013
- 5º alla Vancouver Marathon ( Vancouver) - 2h28'47"